# Рамадан, Тарик
Тарик Рамадан (р. 26 августа 1962) — франкоязычный швейцарский богослов египетского происхождения. Родился в Женеве. Профессор философии колледжа в Женеве и профессор ислама в университете Фрибура (Швейцария), телеведущий на спутниковом канале Press TV. Журнал «Time» в 2000 году назвал его одним из 100 наиболее выдающихся новаторов XXI века. Он считает, что есть одни неизменные принципы ислама, но его традиции могут отличаться с учётом истории и культуры народа, а также законов страны проживания. Противник замыкания мусульман в рамках гетто. Настаивает на сближении мусульман, проживающих в Европе, с европейской культурой. Противник деления мира на западный и мусульманский.

## Биография

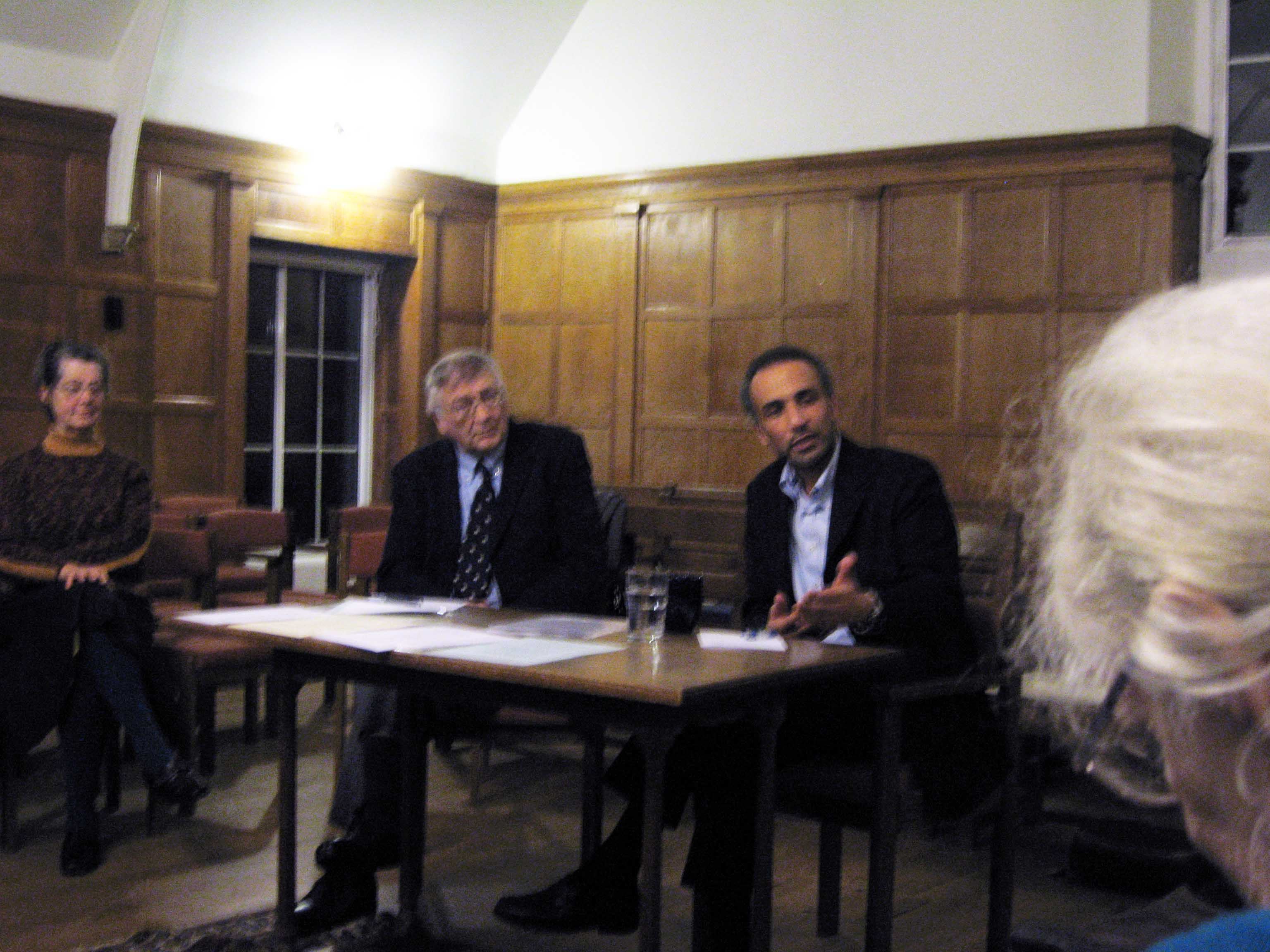
Рамадан, справа, выступает в Оксфорде Oxford.

Тарик — сын Саида Рамадана и Вафы Аль-Банна, старшей дочери Хассана Аль-Банны, который в 1928 в Египте основал организацию «Братья-мусульмане» .
Тарик Рамадан изучал философию и французскую литературу в университете Женевы. Он также написал диссертацию на соискание степени доктора философии о Фридрихе Ницше, названную «Ницше как историк философии». После Рамадан изучал исламскую юриспруденцию в университете Аль-Азхар в Каире, Египет.
У него часто берут интервью и произведено приблизительно 100 записей, которые даже продаются десятками тысяч копий каждый год.
По состоянию на 2009 год Рамадан персона нон грата в Тунисе, Египте, Саудовской Аравии, Ливии и Сирии из-за его «критики этих недемократических режимов, которые отрицают основные права человека».
Рамадан женат на француженке новообращённой в ислам, и у них четыре ребёнка.

## Виза в США

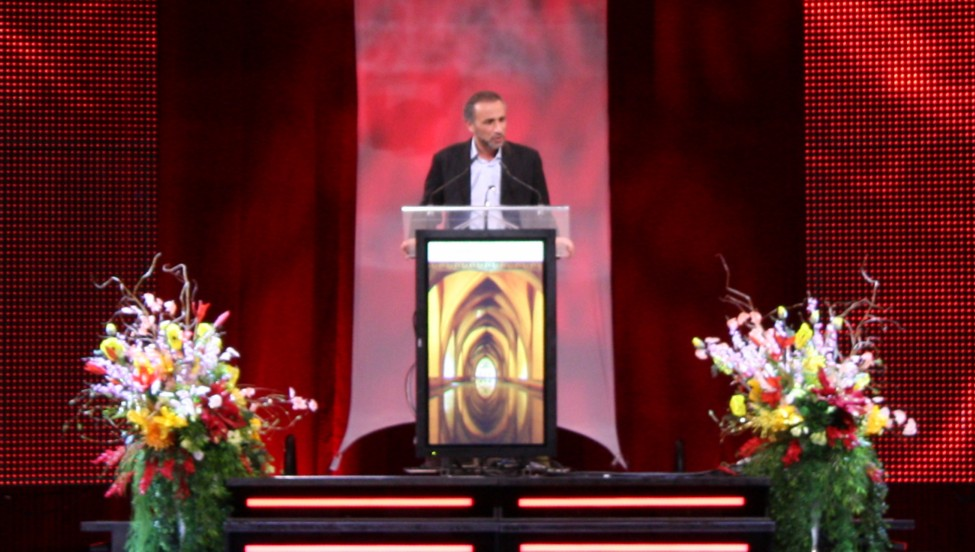
Рамадан произносит речь в Канаде в 2009

В феврале 2004 года Рамадан получил штатную должность в университете Нотр-Дам в Саут-Бенде, Индиана, США. Ему предоставили визу 5 мая, однако, 28 июля его виза H-1B была отозвана госдепом . В августе 2004 года представитель правительства процитировали «идеологическое исключение» из закона США «Патриотический акт» (USA PATRIOT Act) как основание для аннулирования визы Рамадана. В октябре, университет Нотр-Дама подал петицию от имени Рамадана. После того как от властей не было получено никакого ответа Рамадан оставил место в университете.
В сентябре 2005 года Рамадан подал заявление на визу типа B, чтобы участвовать в беседах с различными организациями и университетами. Правительство никак не отзывалось на обращение Рамадана, таким образом ACLU и NYCLU (Американский союз защиты гражданских свобод и Нью-йоркский Союз Гражданских свобод) подали судебный иск от 25 января 2006 года против правительства Соединенных Штатов от имени Американской Академии Религии, Американской Ассоциации Профессоров университетов и Пен-Центра США (три группы, которые планировали встречаться с Рамаданом в США). ACLU и NYCLU утверждали, что «идеологическое исключение» в законе «Патриотический акт» — это нарушение Первой поправки и Пятой поправки Конституции США. После двух месяцев без ответа, истцы подали заявление в Окружной суд США по Южному судебному округу штата Нью-Йорк, который постановил, чтобы Правительство США, начиная с 23 июня 2006 года приняло решение относительно обращения за визой Рамадана в течение 90 дней.
19 сентября 2006 года правительство формально отрицало обращение за визой Рамадана. Утверждение государственного департамента гласило: " сотрудник американского консульства отрицал обращение за визой доктора Тарика Рамадана. Сотрудник консульства заявил, что доктор Рамадан был недопустим (inadmissible) исключительно из-за его действий — оказания материальной поддержки террористической организации.
Между декабрем 1998 года и июлем 2002 года Рамадан, пожертвовал 940$ двум благотворительным организациям — «Комитет по Милосердию и Поддержки палестинцев» (Comité de Bienfaisance et de Secours aux Palestiniens) и Association de Secours Palestinien.
Казначейство Соединенных Штатов определило что это террористические организации, созданные для сбора средств для Хамас. Американское посольство сказало Рамадану, что он «должен был разумно (reasonably) знать», что благотворительные учреждения предоставляли деньги Хамасу. В статье в «Washington Post», Рамадан сказал: «Как я должен был разумно знать об их действиях прежде, чем само американское правительство знало?»
2 февраля 2007 года ACLU и NYCLU направили жалобу в суд, утверждая, что объяснение правительства отказа в визе Рамадану не было «законно и добросовестное (bona fide)» и что идеологическое исключения «Патриотического Акта» было нарушением Первой и Пятой Поправок. Они также утверждали, что запрет на въезд Рамадана нарушило Первую Поправку также в отношении тех, кто хотел услышать, что он говорит. В своём решении 20 декабря 2007 года окружной судья Пол А. Кротти постановил, что объяснение причин отказа правительства в визе было «законным и добросовестным» и отметило, что у суда «нет никакой власти отменить консульское решение Правительства».
В январе 2008 года ACLU опротестовал решение Кротти. Jameel Jaffer из ACLU , поверенный в деле, заявил: «перемены в объяснении причин правительства только подчеркивают, почему значащий судебный надзор (а окружной суд сделал оплошность) настолько важен. В случае профессора Рамадана и многих других, правительство использует законы об иммиграции, чтобы клеймить и выгонять из страны её критиков, и подвергнуть цензуре и управлять идеями, которые могут услышать американцы. Цензура этого вида полностью враждебна основными принципами открытого общества.» Сам Рамадан заметил:
 «Действия американского правительства в моем случае кажутся, по крайней мере мне, произвольными и близорукими. Но я вдохновлен той сильной поддержкой, которую я получил от обычных американцев, гражданских групп и особенно от ученых, академических организаций, и ACLU. Я рад появляющимся дебатам в США о том что случались с нашими странами и идеалами за прошлые шесть лет. И я надеюсь, что в конечном счете мне разрешат посетить их страну так, чтобы я мог поспособствовать дебатам.»
17 июля 2009 года американский федеральный апелляционный суд полностью изменил решение нижестоящего окружного суда. Апелляционный суд второго округа США в составе трёх судей — Джон О. Ньюмэн, Уилфред Феинберг и Рина Рагги — постановил, что у Суда была «юрисдикция, чтобы рассмотреть требование, несмотря на доктрину консульского не рассмотрения (nonreviewability)». Они заявили, что от правительства требовалось согласно закону «предъявить Рамадану утверждения против него, и предоставить ему последующую возможность продемонстрировать в соответствии с явным свидетельством и убедительным доказательством, что он не знал, и разумно не должен был знать, что получатель его вкладов это террористическая организация.» Под ограниченным пересмотром, разрешенным в 1972 году управлением Верховного Суда в деле «Kleindienst против Mandel», группа установила, что "отчет не доказывает что сотрудник консульства, который не дал визу, предъявил Рамадану утверждение что он сознательно отдал материальную поддержку террористической организации, таким образом устраняя адекватную возможность Рамадана «продемонстрировать в соответствии с явным свидетельством и убедительным доказательством, что [он] не знал, и не должен был разумно знать, что организация была террористической организацией.» Дополнительно, группа согласилась с утверждением истцов, что была нарушена Первая Поправка. Группа возвратило дело суду низшей инстанции (remanded), чтобы определить, предъявил ли сотрудник консульства Рамадану «утверждение, что он знал, что получатель его денег предоставлял их Хамасу и затем дать ему разумную возможностью продемонстрировать, в соответствии с явным свидетельством и убедительным доказательством, что он не знал
и не мог разумно знать, того факта.»
После этого Рамадан заявил, «я очень удовлетворен решением суда. Я стремлюсь встретиться ещё раз с американцами для обсуждений лицом к лицу идей которые являются центральными и крайне важными для соединения культур.» Мелисса Гудмэн, из ACLU, заявила «с сегодняшним решением, мы надеемся, правительство Обамы немедленно покончит с визовой проблемой профессора Рамадана. Мы также поощряем новое правительство чтобы они стали наконец пускать других иностранных ученых, авторов и художников, которые были запрещены к въезду в страну правительством Буша на идеологических основаниях.»
20 января 2010 года после больше чем пяти лет ожидания, американский государственный департамент решил, в документе, подписанном Госсекретарем Хиллари Клинтон, снять запрет, на то чтобы Рамадан (так же как и Профессор Адам Хэбиб из Южной Африки) приехал в Соединенные Штаты. после Рамадан заявил:

После шестилетнего ожидания, решение секретаря Клинтон подтверждает то, что я сам твердил и твердил до сего дня: обвинения в террористических связях, были не чем иным как отговоркой, чтобы мешать мне говорить критически о политике американского правительства на американской земле. Решение заканчивает темный период в американской политике, которая стремилась заблокировать критические дебаты и высказывания.

8 апреля 2010 года Рамадан появился в Нью-Йорке, его первое общественное появление в США, впервые как государственный департамент снял запрет., на встрече где обсуждали как западные нации должны принимать мусульман.

## Обвинения в сексуальных преступлениях
В 2016 году бывшая салафитка, ставшая активной феминисткой, Энда Аяри, опубликовала книгу, в которой описала встречу в Швейцарии с неким мужчиной, имя которого тогда не назвала, обвинив его в оскорблениях и изнасиловании. В 2017 году, с началом серии сексуальных скандалов в мире, она заявила, что имела в виду Тарика Рамадана. Кроме того, ещё одна женщина обвинила его в изнасиловании, а четыре других — в том, что он имел с ними сексуальную связь в период с 1980 по 1990 год, когда им было от 14 до 18 лет.
31 января 2018 года на основании этих заявлений Рамадан был задержан полицией в Париже, 2 февраля ему было предъявлено официальное обвинение в изнасиловании, и возбуждено уголовное дело, а сам он оставлен под арестом.
7 марта 2018 года ещё одна женщина, сорокалетняя француженка-мусульманка, подала иск в прокуратуру Парижа, обвинив Рамадана в серии изнасилований в период с февраля 2013 по июнь 2014 года во время дюжины свиданий во Франции, а также в Лондоне и Брюсселе. К моменту третьего иска Рамадан оставался в предварительном заключении, хотя в феврале пытался добиться освобождения по состоянию здоровья.
15 ноября 2018 года решением апелляционного суда освобождён из-под стражи под полицейское наблюдение.
В мае 2023 года швейцарский суд полностью оправдал Рамадана по обвинению в изнасиловании гражданки Швейцарии; она заявила, что обжалует оправдательный приговор. Тарик Рамадан, проживающий во Франции, продолжает находиться под судебным надзором, так как ещё четыре женщины обвиняют его в изнасиловании.

## Взгляды
Основная тема работ Рамадана — исламское богословие и положение мусульман на Западе. Он полагает, что необходимо интерпретировать Коран, понимать его значение и практиковать исламскую философию, а не просто читать арабский текст. Он также подчеркивает различие между религией и культурой, которые, как он считает, слишком часто путают, и утверждает, что гражданство и религия — отдельные понятия, которые не должны быть смешаны. Он утверждает, что нет никакого конфликта между мусульманами и европейцами; и что мусульманин должен принять законы своей страны. Он также настроен против некоторых политических деятелей или людей, которые пытаются обойти собственные законы или придать им другой смысл.
Он полагает, что западные мусульмане должны создать «Западный Ислам», подобно существующим «азиатскому исламу» и «африканскому исламу», которые принимают во внимание культурные различия. Этим он подразумевает, что европейские мусульмане должны вновь исследовать фундаментальные тексты ислама (прежде всего Коран) и интерпретировать их в свете их собственного культурного фона, под влиянием европейского общества.
Он отклоняет двоичное деление мира на «Дар аль-ислам» (земли где доминирует ислам) и «Дар аль-харб» (место войны, земли где ислам не доминирует), на том основании, что такое подразделение не упомянуто в Коране. Он также использует термин «Дар аль-Дэ'ва» (Место распространения знания). Для Рамадана Запад ни «место войны», ни «место ислама», но «дар аль-шехэда» — «место свидетельства» (об исламе). Он утверждает, что мусульмане — «свидетели перед человечеством»; они должны постоянно пополнять знания об основных принципах ислама и брать ответственность за свою веру.
Для него «послание ислама», носителем которого являются мусульмане, не является социально-консервативным кодексом приверженности традиции, но обязательством к универсализму и благосостоянию немусульман; и это — также не претензии к неисламским обществам, но выражение солидарности с ними.

"… Европейское окружение — место ответственности для мусульман. Это — и есть значение понятия «место свидетельства» [дар аль-шехэда], которое мы здесь предлагаем . Понятие, которое полностью изменяет перспективы: мусульмане, в течение многих лет, задавались вопросом, как их принимают, но всестороннее исследование и оценка Западного окружения поручают им, в свете их исламской системы взглядов, самую важную миссию… Мусульмане теперь пришли к существенной обязанности и требовательной ответственности: поспособствовать, везде, где они живут, к продвижению блага и справедливости в пределах всего человеческого братства. Перспектива мусульман должна теперь измениться от одной только «защиты» к подлинному «вкладу» (в общество).

Он подчеркивает ответственность мусульманина перед своим окружением, независимо от того исламское оно или нет. Он критикует менталитет типа 'мы против них' , который имеют некоторые мусульмане Запада. Он также защищает ученых-мусульман на Западе, которые живут по западным нравам, а не только по нравам исламского мира. Рамадан сторонник того чтобы как можно больше исламской философии писалось на европейских языках. Он думает, что приверженность европейских мусульман «внешнему» Исламу, заставляет их чувствовать себя неадекватными, что является одной из главных причин отчуждения их от европейской культуры.
Он полагает, что большинство мусульман на Западе спокойно и успешно объединяется в общество. Главные проблемы идут от тех, кто неосведомлен о Западном обществе.
Он также обеспокоен о Западном восприятии Ислама. Он говорит, что сообщество мусульман не умело правильно преподать себя, и это позволило западным жителям путать ислам с культурными чертами. Также, он полагает, что правительства многих исламских стран предают принципы ислама, настраивая таким образом европейцев против ислама в целом.
Он полагает, что мусульманские лидеры в Европе частично ответственны за часто шаткие отношения между мусульманами и остальной частью общества. Он полагает, что их действия были чрезмерно защитными, и что они должным образом не объяснили философию ислама, и при этом они не достаточно общались с обществом немусульман.
Он подчеркивает, что у мусульман на Западе есть свобода религии, и что такие неисламские действия как пьянство, секс до брака и т. п. не «заставляют» мусульман делать что-нибудь подобное. Только несколько ситуаций нарушают свободу совести мусульман. Например, принуждение к участию в захватнических войнах, к участию в незаконном бизнесе, неправильных (для мусульман) похоронах или убийствах животных. Он подчеркивает, что в таких случаях ситуация должна быть тщательно проанализирована, и степень принуждения пересмотрена. Только отказ от насилия и переговоры являются приемлемыми в этих случаях.
Рамадан высказался радикально против всех форм смертной казни, но считает что мусульманский мир должен удалить такие законы собственным решением, без любого Западного давления, так как таковое только более отчуждает мусульман, и в итоге они ещё сильнее поддерживают смертную казнь.
Он сказал "мусульманское население убеждает себя в исламском характере своей практики через отрицание Запада, на основе упрощенного рассуждения, которое предусматривает что 'чем менее западный, тем более исламский' "
Рамадан был против американского вторжения в Ирак в 2003 году. Он полагает, что джихад против вооруженных сил Соединенных Штатов в Ираке был оправдан как акт сопротивления притеснению.
Он осудил террористов-смертников и вообще насилие как тактику. Также он заявлял, что терроризм никогда не допустим, даже при том, что иногда его можно понять.
Он высказался против французского закона о запрете выставления на показ религиозных символов в школах.
Рамадан написал, что мусульманский ответ на речь Папы Бенедикта XVI об исламе был непропорционален, и был поощрен реакционными исламскими режимами, чтобы отвлечь население от более важных вопросов, и что это не улучшило положение ислама в мире.
Рамадан написал названную статью, «Les (nouveaux) intellectuels communautaires», которую французские газеты «Ле Монд» и «Фигаро» отказались издать. Oumma.com в конечном счете опубликовал этот текст. В статье он критикует ряд французских еврейских интеллектуалов и активистов таких как Александр Адлер, Ален Финкилкрот, Бернар-Анри Леви, Андре Глюксманн и Бернар Кушнер, за то что они, по его словам, забыли про универсальные права человека, и ставят их ниже защиты интересов Израиля. Рамадан обвинялся, в ответ на это, в том что он использовал поджигательские речи.

### Дебаты
Во французских телевизионных дебатах в 2003 году с Николя Саркози, Саркози обвинял Рамадана в том что тот выступает за побивание камнями неверных супругов (подобное наказание, которое содержится в таких авторитетных исламских источниках, как хадисы, но упоминания о котором нет в Коране, в ортодоксальном исламе часто допускается как вид смертной казни для определённых преступлений). Рамадан ответил, что Саркози неправ. Он сказал, что он выступает против побивания камнями и что он за «мораторий» на такие методы, но за дискуссию по этому вопросу. Это вызвало гнев Саркози и некоторых других политиков. Рамадан позже защищал своё положение, утверждая, что, поскольку это есть в религиозных текстах, то такой закон должен быть должным образом понят и изучен в контексте. Рамадан утверждал, что в мусульманских странах, простое «осуждение» такого закона ничего не изменит, но с «мораторием» это могло бы открыть путь для дальнейших дебатов. Он думает, что только такие дебаты могут привести к отмене этих правил. > Он также, участвовал в подобных дебатах по этой проблеме, в частности в Кембриджском Союзе с Бернардом Криком в 2008 году.

## Основные тезисы
- Я — европеец, и я — мусульманин
- Не бойтесь перестать быть арабами, бойтесь перестать быть мусульманами!
- Арабская культура — это ещё не культура ислама

## Книги
- Arab Awakening, 2012. ISBN 978-1-84-614650-3
- The Quest for Meaning: Developing A Philosophy of Pluralism, 2010. ISBN 978-0-14-191957-7
- What I Believe, 2009. ISBN 978-0-19-538785-8
- Radical Reform: Islamic Ethics and Liberation, 2009. ISBN 978-0-19-533171-4
- In the Footsteps of the Prophet: Lessons from the Life of Muhammad, 2007. ISBN 978-0-19-530880-8
- Western Muslims and the future of Islam, 2004. ISBN 0-19-517111-X
- Islam, the West, and the Challenge of Modernity, 2001. ISBN 0-86037-311-8
- To Be a European Muslim, 1999. ISBN 0-86037-300-2